# Radikal 12
Das Radikal 12 mit der Bedeutung „acht“ ist eines von 23 traditionellen Radikalen der chinesischen Schrift, die mit zwei Strichen geschrieben werden.
Mit 11 Zeichenverbindungen in Mathews’ Chinese-English Dictionary kommt es relativ selten vor. Im Kangxi-Wörterbuch sind unter diesem Radikal 44 Schriftzeichenverbindungen zu finden.
八 kann als Radikal auch auf dem Kopf stehend auftreten wie in dem Zeichen 羊 (= Ziege).
Das Zeichen deutet eine Zweiteilung an, denn die Acht ist in zwei gleiche Hälften teilbar. Das Radikal ist oft auf zwei Tropfen oder Punkte im oberen Teil des Schriftzeichens verkürzt. „Teilen, trennen“ heißt das Zeichen auch, wenn unter der Acht noch das Radikal 18 刀 (= Messer) steht.
Die ursprüngliche Bedeutung war „trennen“. Erst später wurde 八 als Leihzeichen für die Zahl acht benutzt. Das Zeichen 八 wird aber auch als Lautträger benutzt wie zum Beispiel in 扒 (= festhalten).
Das Zeichen ist ähnlich dem Katakanazeichen ハ „ha“.

## Schriftzeichenverbindungen, die vom Radikal 12 regiert werden
| Striche | Zeichen     |
| ------- | ----------- |
| +0      | 八          |
| +02     | 公 六 兮 兯 |
| +03     | 兰          |
| +04     | 共 兲 关 兴 |
| +05     | 兵          |
| +06     | 其 具 典    |
| +07     | 兹 兺 养    |
| +08     | 兼          |
| +09     | 兽          |
| +11     | 兾 兿       |
| +14     | 冀          |
| +16     | 冁          |

 Im Unicodeblock Kangxi-Radikale ist das Radikal 12 unter der Codepointnummer 12.043 (U+2F0B) codiert.